# Bernat Dedéu i Pastor
Bernat Dedéu i Pastor   (Barcelona, 10 d'abril de 1979) és un filòsof i escriptor català que treballa com a tertulià en diversos mitjans de comunicació i com a professor a la Universitat Ramon Llull.

## Trajectòria
Llicenciat en Filosofia per la Universitat de Barcelona el 2003, Dedéu va continuar els seus estudis amb un màster a The New School for Social Research. Posteriorment, ha col·laborat amb mitjans com BTV, Catalunya Ràdio, Televisió de Catalunya, Rac1 i El Punt Avui, entre d'altres. És columnista del mitjà digital El Nacional i participa en les tertúlies d'El món a RAC1. Està vinculat a l'Ateneu Barcelonès, on ha estat vocal de la junta i gestor de música durant la presidència de Francesc Cabana.
El 2014 fou un dels impulsors de l'Orquestra del Montsalvat juntament amb Oriol Pérez Treviño, Francesc Prat, Domènec Orrit i Salvador Boix.
El 2017 es presentà com a candidat a la presidència de l'Ateneu Barcelonès, amb una candidatura anomenada «Ordre i aventura», en honor d'una cançó de Mishima, i acompanyat per l'escriptor Enric Vila, el periodista Joan Safont i la filòsofa Anna Punsoda, entre d'altres. Va quedar en segona posició, per darrere de Jordi Casassas, que va revalidar la presidència.

## Llibres
- Guia sentimental de l'Eixample. Barcelona: Editorial Pòrtic, 2020. ISBN 978-8498094367
- No mataràs. Barcelona: Fragmenta Editorial, 2024. ISBN 978-84-17796-99-0[11]